# Vitrail de saint Thomas Becket (Sens)

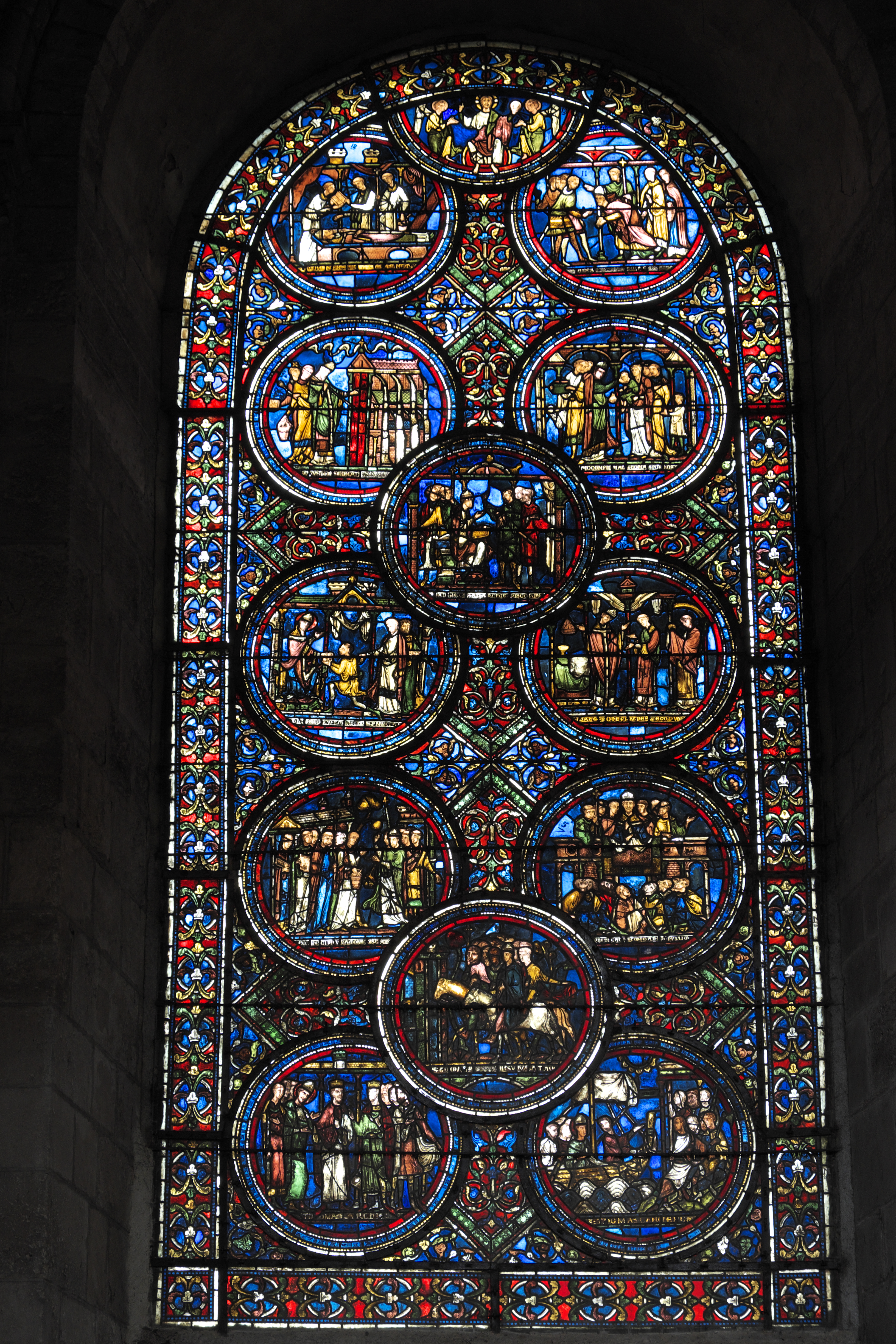
Grande baie du XIIIe siècle représentant la vie de saint Thomas Becket.

Le vitrail de saint Thomas Becket est un vitrail gothique de la cathédrale de Sens, protégé par son inscription aux Monuments historiques. Il date du début du XIIIe siècle. Le nom de son auteur est inconnu. Il mesure cinq mètres de hauteur et deux mètres de largeur.
Pour les articles homonymes, voir Vitrail de saint Thomas Becket.

## Histoire
Saint Thomas Becket (ou saint Thomas de Canterbury) s'est rendu à Sens à deux reprises : en 1164 pour rencontrer le pape Alexandre III et en 1170, avant de retourner de son exil français à Canterbury. Il est assassiné l'année de son retour dans la cathédrale de Canterbury.

## Description
Cette baie porte le numéro 23 d'après le Corpus vitrearum medii aevi et se trouve du côté nord du déambulatoire du chœur; c'est la première que l'on voit de la nef. Elle présente des scènes de la vile de saint Thomas Becket (1118-1170), ancien lord grand chancelier d'Angleterre de 1162 à 1170 et archevêque de Canterbury. On trouve plus d'une dizaine de vitraux dans le nord-ouest de la France qui représentent la vie de ce saint, martyr et témoin de la liberté de l'Église par rapport au pouvoir royal.  
Le vitrail comporte treize médaillons. Il est partagé en deux avec quatre médaillons et au milieu un cinquième en forme de croix. Au-dessus deux médaillons supérieurs concluent le récit. Au milieu en haut, on remarque le Christ bénissant. La lecture des vitraux au Moyen Âge se fait toujours de bas en haut.

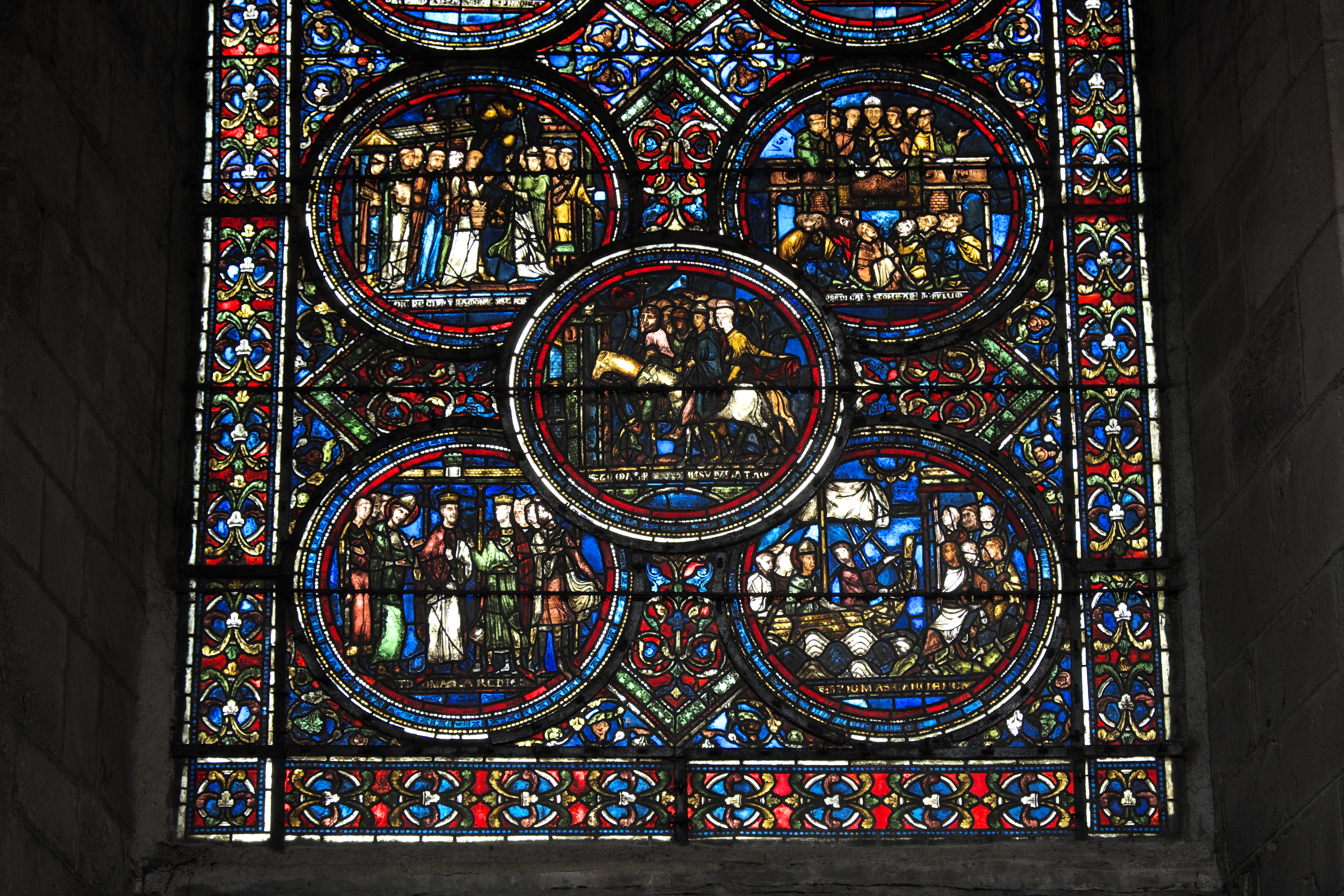
Scènes de dessous.

En bas à gauche, c'est la tentative de réconciliation entre le roi d'Angleterre Henri II et l'archevêque. En bas à droite, saint Thomas Becket rentre en Angleterre par bateau. Au milieu, saint Thomas Becket atteint avec son escorte à cheval les portes de Canterbury. Immédiatement à gauche au-dessus, Thomas Becket est accueilli à la cathédrale par le chapitre des chanoines. Ensuite, il prononce une prédication devant le peuple. 
Les cinq médaillons du milieu représentent les scènes suivantes : Thomas Becket reçoit une ambassade du roi d'Angleterre (en bas à gauche). Thomas Becket célèbre la messe à la cathédrale de Canterbury (en bas à droite).

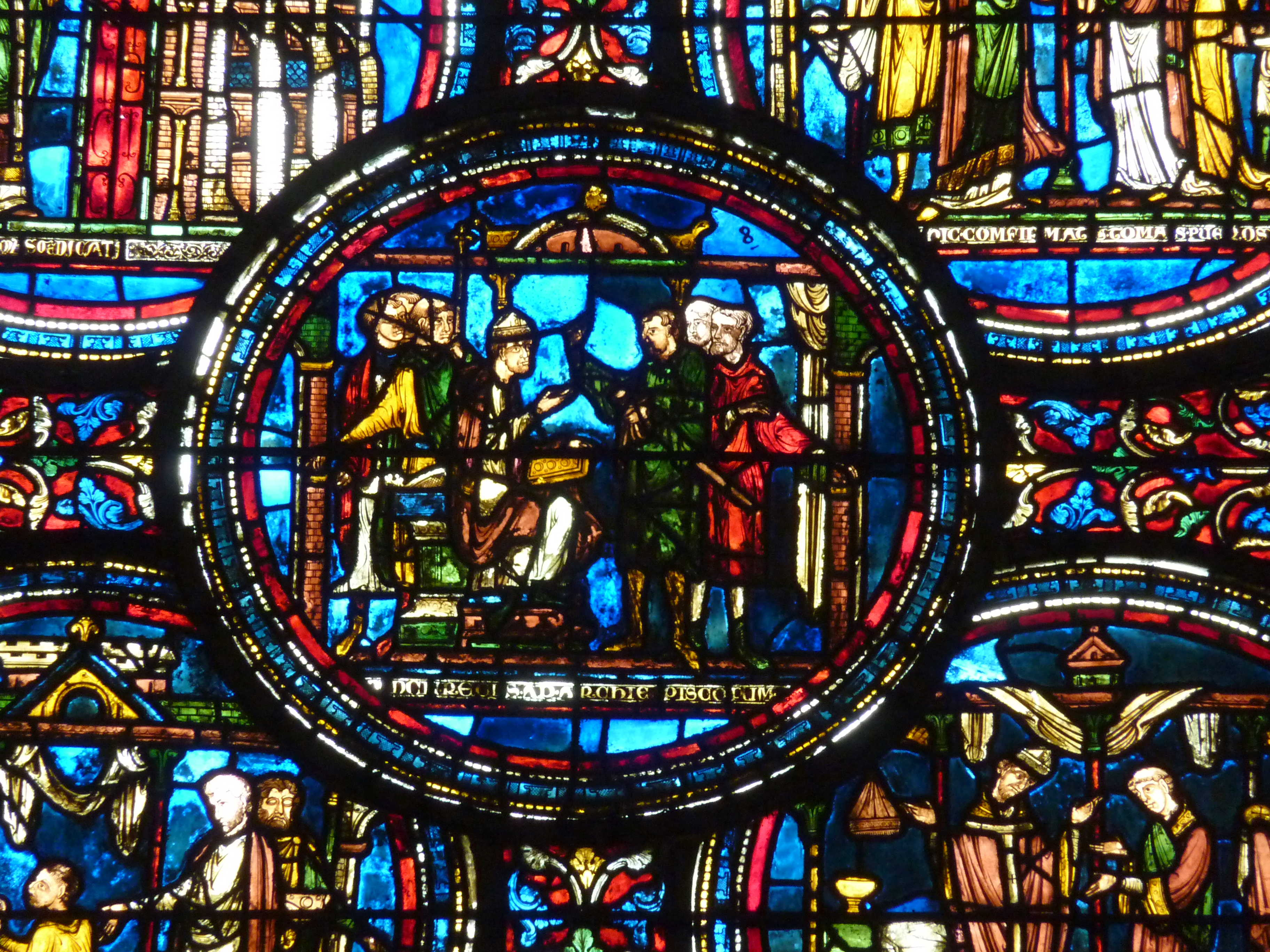
Les envoyés du roi se présentent à Thomas Becket
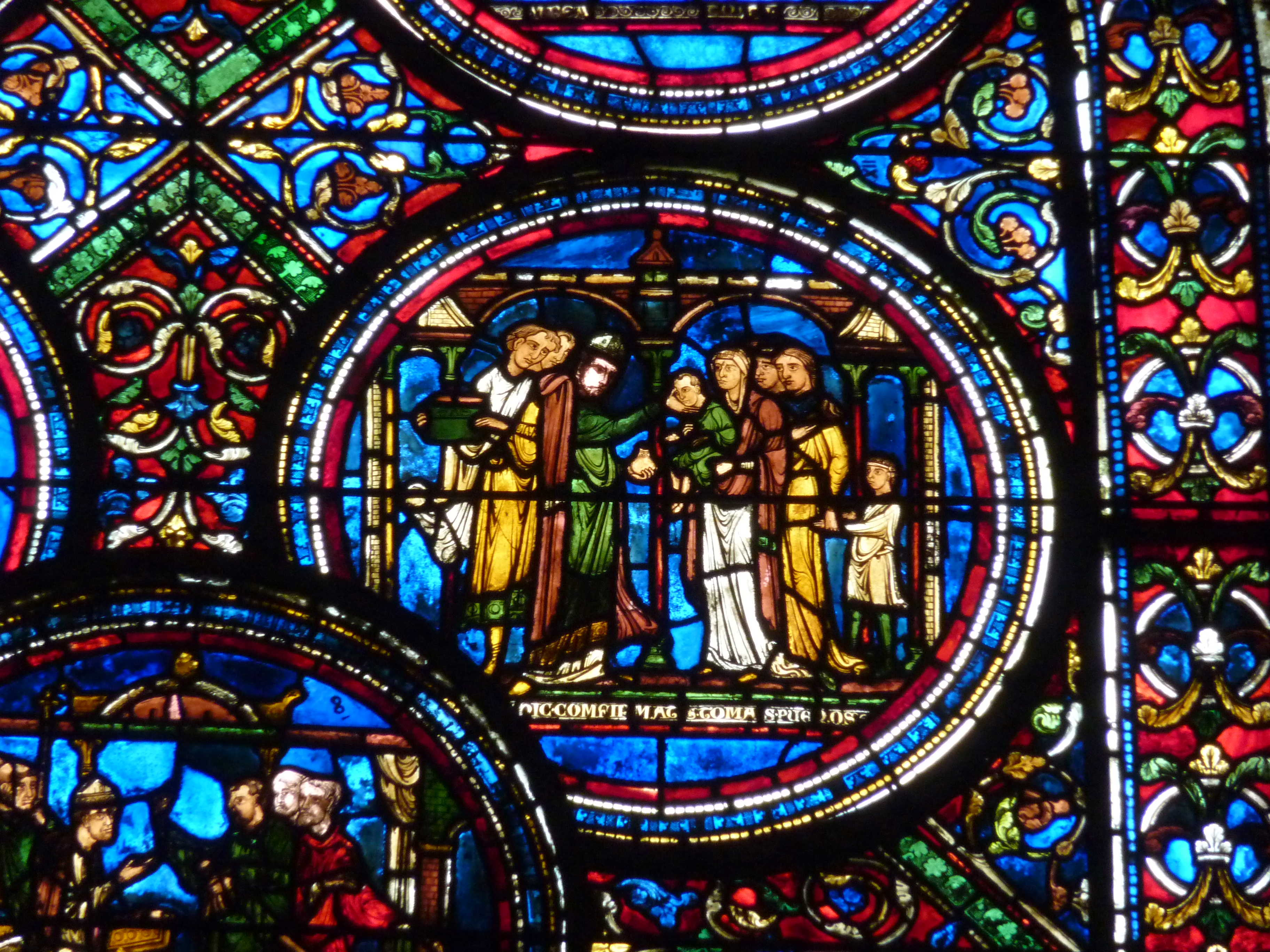
Thomas Becket baptise un enfant
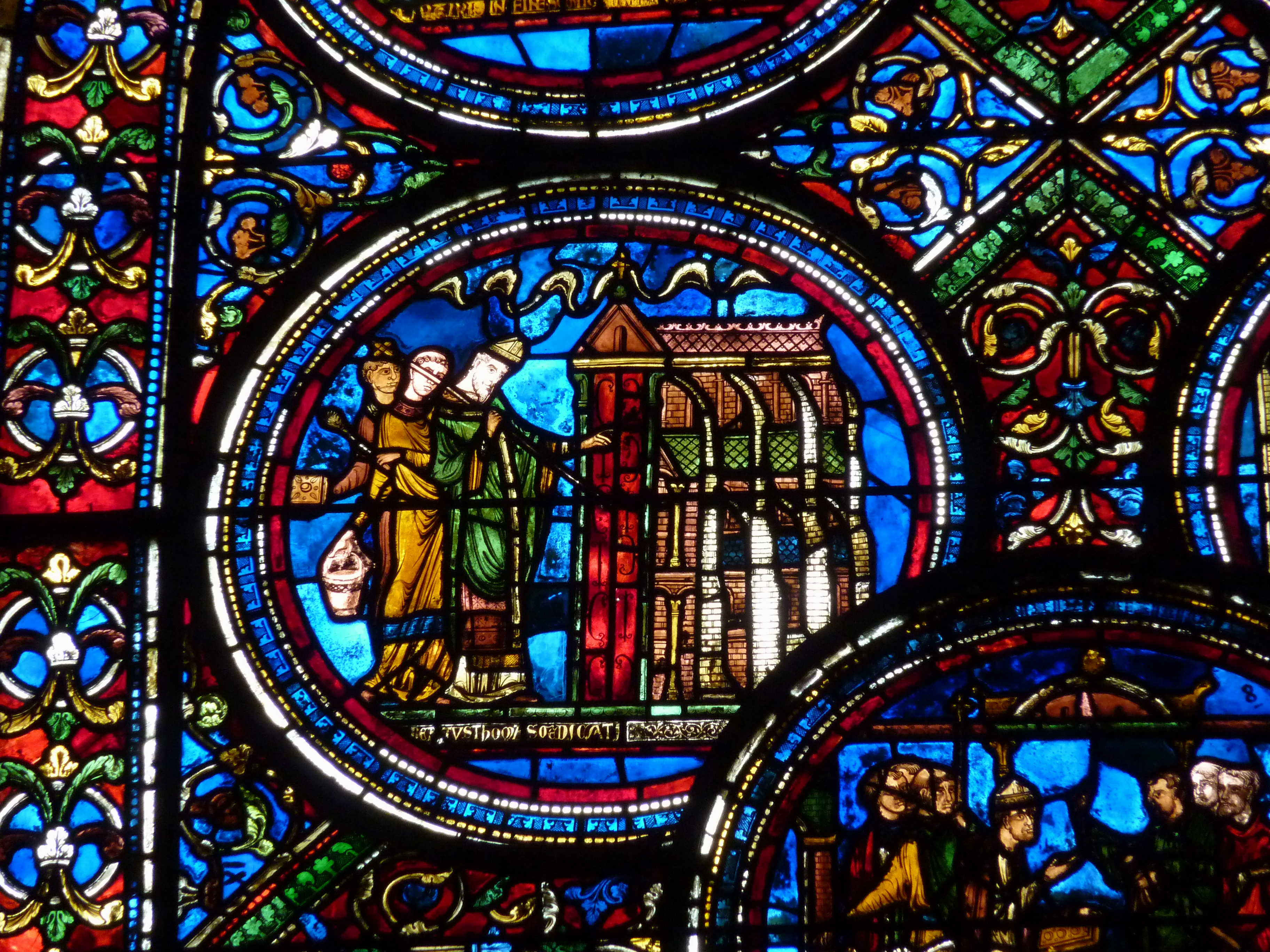
Thomas Becket consacre une église

Meurtre et sépulture de Thomas Becket: 

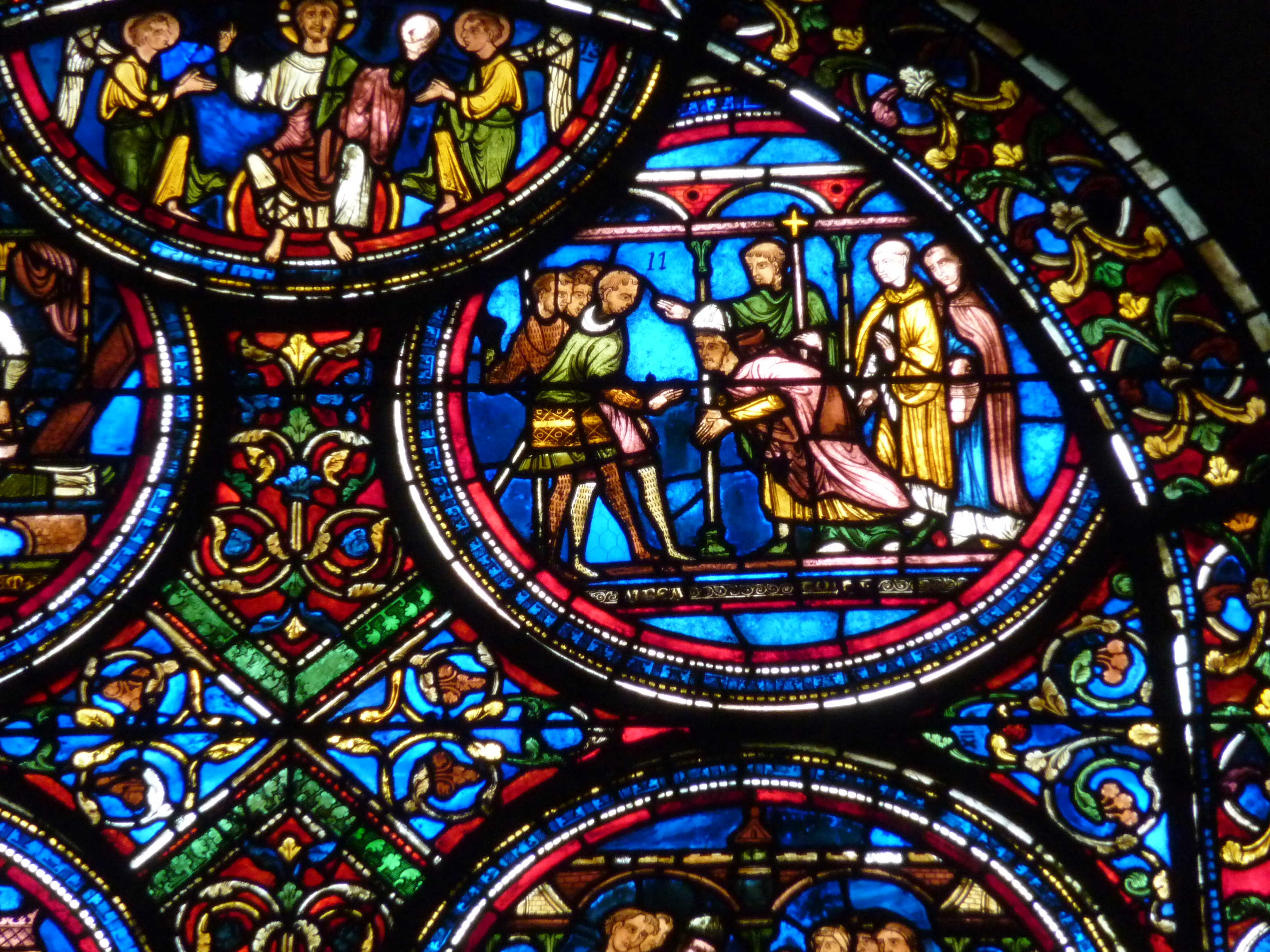
Onzième médaillon (en haut à droite) : le meurtre de saint Thomas Becket à la cathédrale de Canterbury par un chevalier.
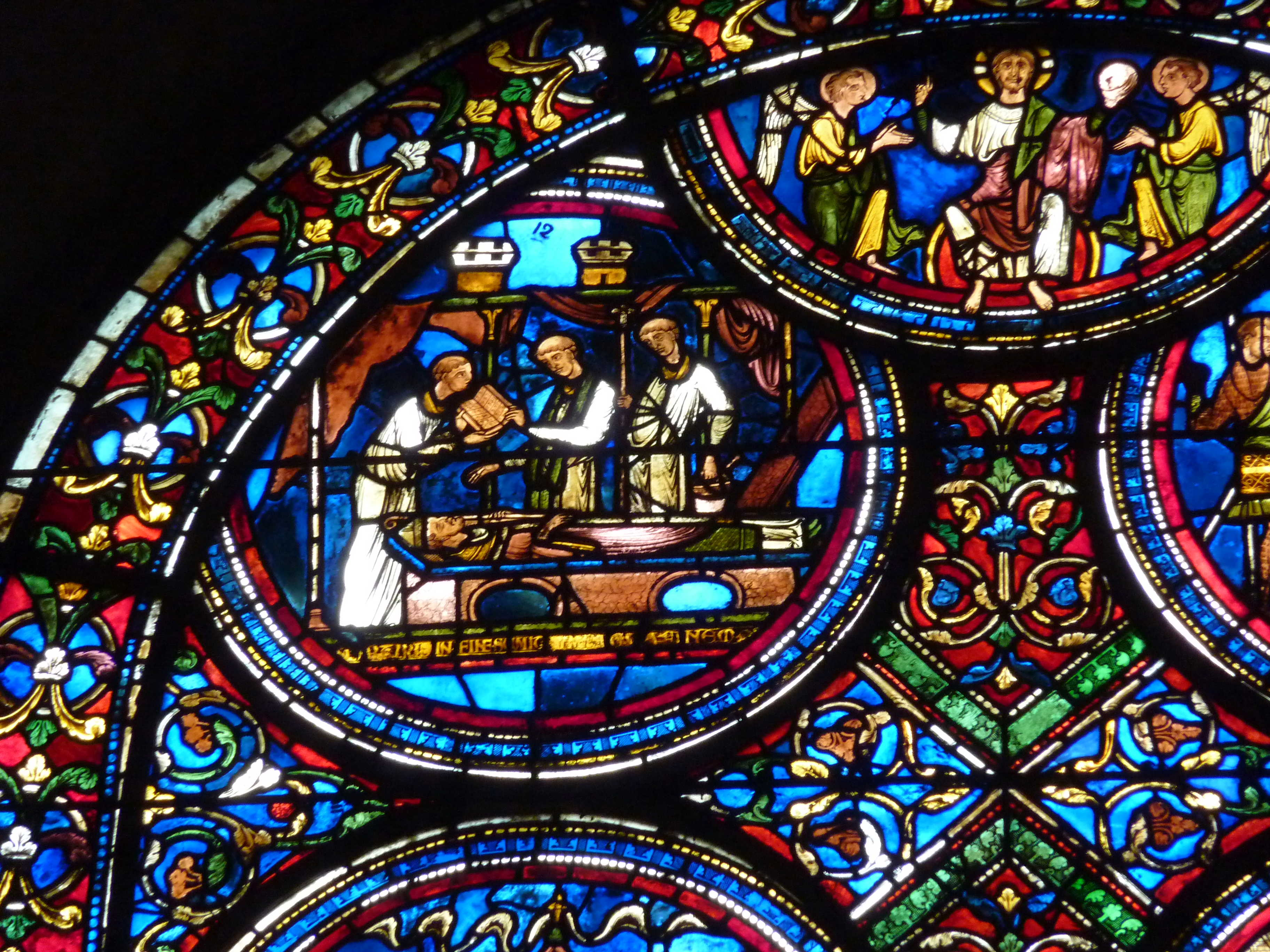
Douzième médaillon (en haut à gauche) : le cadavre de saint Thomas Becket repose dans un sarcophage.